# Station de signalisation Pena dans la gorge de Đerdap
La station de signalisation Pena dans la gorge de Đerdap (en serbe cyrillique : Сигнална станица „Пена“ на Ђердапу ; en serbe latin : Signalna stanica „Pena“ na Đerdapu) se trouve à Tekija, dans la municipalité de Kladovo et dans le district de Bor, en Serbie. Elle est inscrite sur la liste des monuments culturels protégés de la république de Serbie (identifiant no SK 2089).
La gorge de Đerdap, dans laquelle coule le Danube, est également connue sous le nom de « Portes de Fer ».

## Présentation

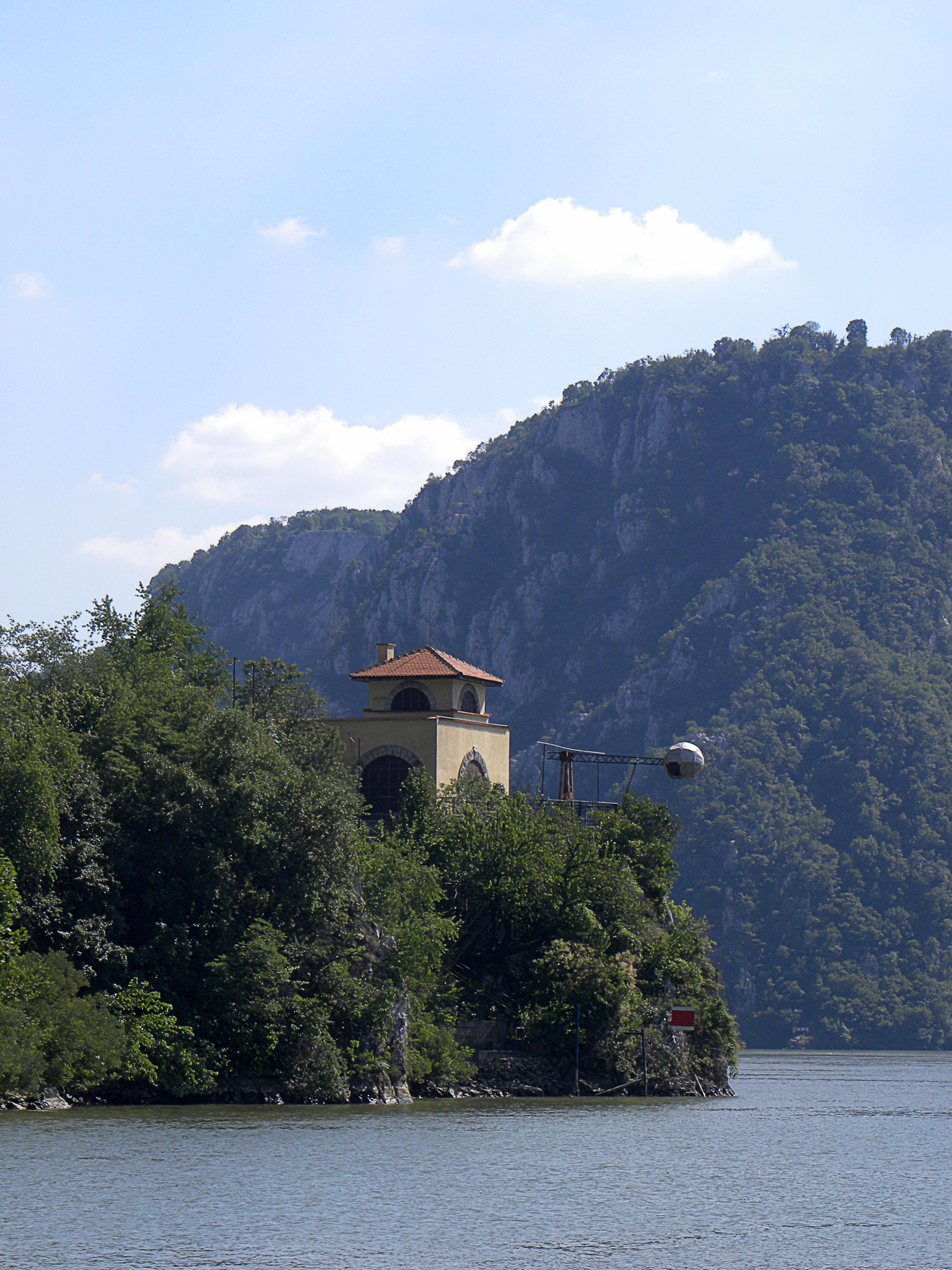
Autre vue de la station.

La station est située dans le défilé de Kazan, la partie la plus dangereuse de la gorge de Đerdap. Elle fait partie d'un ensemble de six stations réparties sur les deux rives du Danube et fonctionnant ensemble selon le principe des sémaphores ; un ballon relevé ou abaissé signalait aux capitaines des navires que la voie était libre ou qu'ils devaient attendre le passage d'un autre bateau venant dans la direction opposée.
La station Pena abrite aujourd'hui l'atelier de l'artiste local Radislav Trkulja.

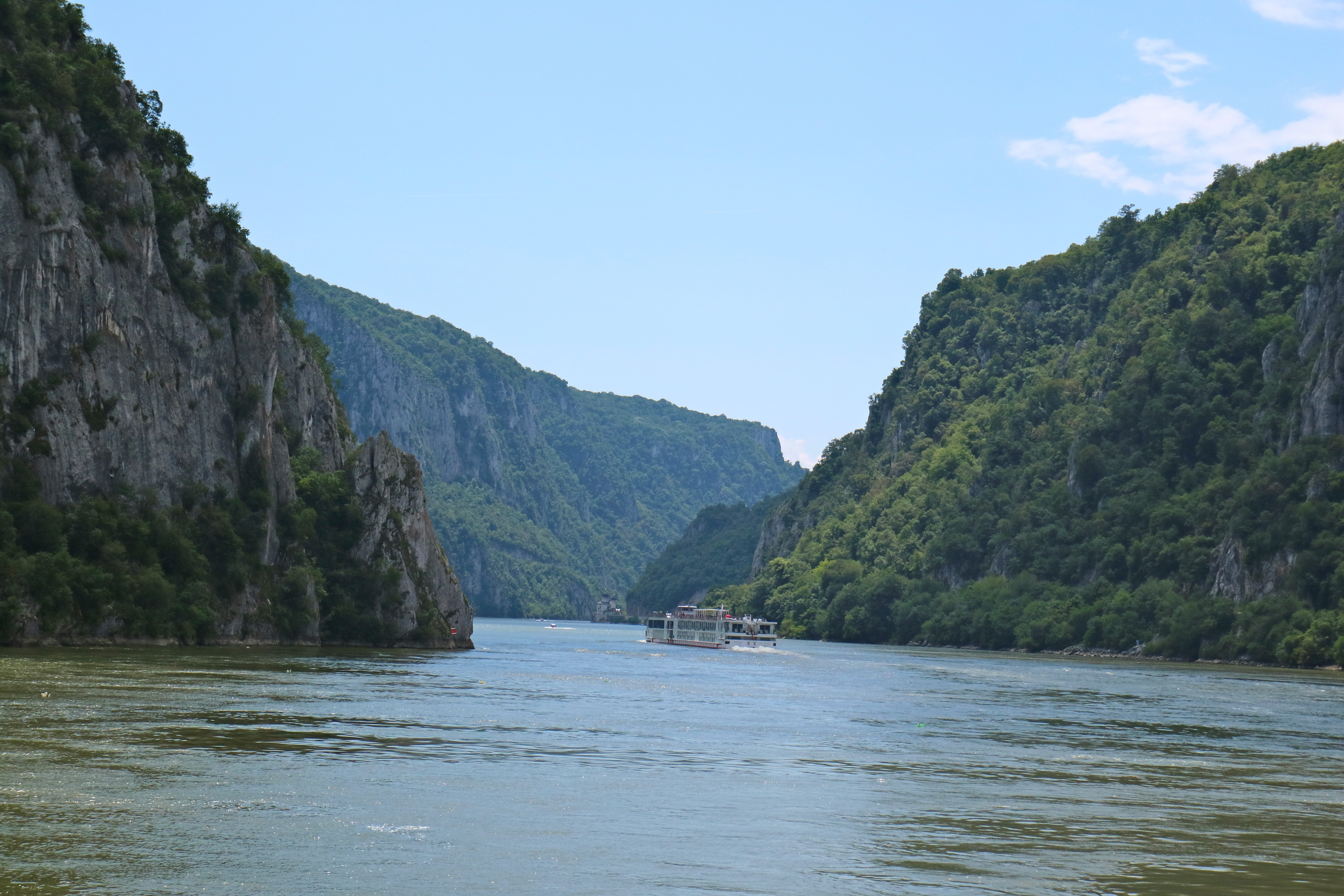
Vue des Portes de Fer